# Улица Свердлова (Тюмень)
У́лица Свердло́ва — улица в Центральном административном округе города Тюмени. Протяженность — 650 метров. Проходит от улицы Пароходская до пересечения улиц Орджоникидзе и Елецкая. Пересекает улицы: Осипенко, Комсомольская. Справа примыкает улица 25 Октября. Слева — улица Даудельная. Нумерация домов ведётся от улицы Пароходская.
Улица названа в честь Якова Михайловича Свердлова.

## История

### Ранние годы
В начале 60 -х гг. XIX в. на тогдашней южной окраине Тюмени городские власти отвели место под новую, очень просторную базарную площадь. Она занимала территорию от современных ул. Первомайской до Орджоникидзе и от ул. Хохрякова до ул. Герцена. Сразу в сторону площади начали застраиваться современные ул. Володарского, Хохрякова, Советская. Так застройка дотянулась до старинного городского кладбища со Всехсвятской церквушкой при нём. Вдоль кладбища от Туры до Базарной площади сформировалась улочка, которую и назвали по обычаю тех времен именем расположенной на ней церкви — Всехсвятской. Она начиналась на правом коренном берегу Туры, от современной ул. 25-го Октября (в прошлом — Ильинской) и разделяла два микрорайона тогдашней Тюмени: Тычковку и Потаскуй, а также город живых от кладбища — города мертвых.

### Переименование
В первое же переименование старых тюменских улиц в честь пятилетия Октябрьской революции 4 ноября 1922 г. городские власти Всехсвятскую назвали улицей Свердлова, так она называется до сих пор, хотя были предложения вернуть ей старое наименование.

### Застройка
Никаких выдающихся зданий на ней не построено в прежние века, кроме при кладбищенской церкви. Никто из известных деятелей — местных и приезжих — не отметился на ней. Жили здесь мещане в собственных домах. Пользуясь близостью речного порта, где в XVIII—XIX — начале XX вв. шла бурная торговая жизнь, сдавали квартиры и комнаты под ночлег и длительное проживание приезжим. К 70-м годам XX в. деревянные постройки пришли в ветхость, их стали заменять новыми, этот процесс продолжается поныне. На улице осталось всего три деревянных дома постройки XIX в., есть «хрущевки» начала 60-х гг. XX в. (д. 2), панельные «брежневские» дома 70 — 80-х гг. (д. 12,16,18,20), панельные и кирпичные постройки 2001—2002 гг. (д. 1,5).

### Современное состояние
Нынешняя длина улицы не превышает 650 метров. В начале улицы находился кинотеатр «Победа», который разобрали, теперь на его месте построен 32-квартирный жилой дом. Улица Свердлова пересекает три городских квартала.

## Примечательные здания и сооружения

### Кладбище
Видимо, с середины XVIII в. (точная дата не установлена) территория, ограниченная современными улицами Свердлова — Осипенко — Немцова — Даудельная, была отведена под городское кладбище.
Часть кладбища от Осипенко до Комсомольской застроена жилыми домами ещё в 50-е гг. XX в. Застраивается она и теперь: расширяется 3-я городская больница, построен инфекционный корпус, акушерский стационар; на углу Свердлова и Комсомольской ещё имеется свободный кусок земли, густо заросший бурьяном и огороженный бетонным забором. Где-то тут находилось холерное кладбище и холерные бараки, построенные в конце XIX в. и давшие начало современной 3-й горбольнице.
Кладбище было официально закрыто для погребений в сентябре 1884 г., хотя ещё долго проводились «подзахоронения» усопших вблизи родовых мест.
В конце 1779 г. на кладбище построили небольшую деревянную церковь, которую в 1833—1839 гг. заменили кирпичной на средства титулярного советника Дмитрия Воинова.

### Всехсвятская церковь

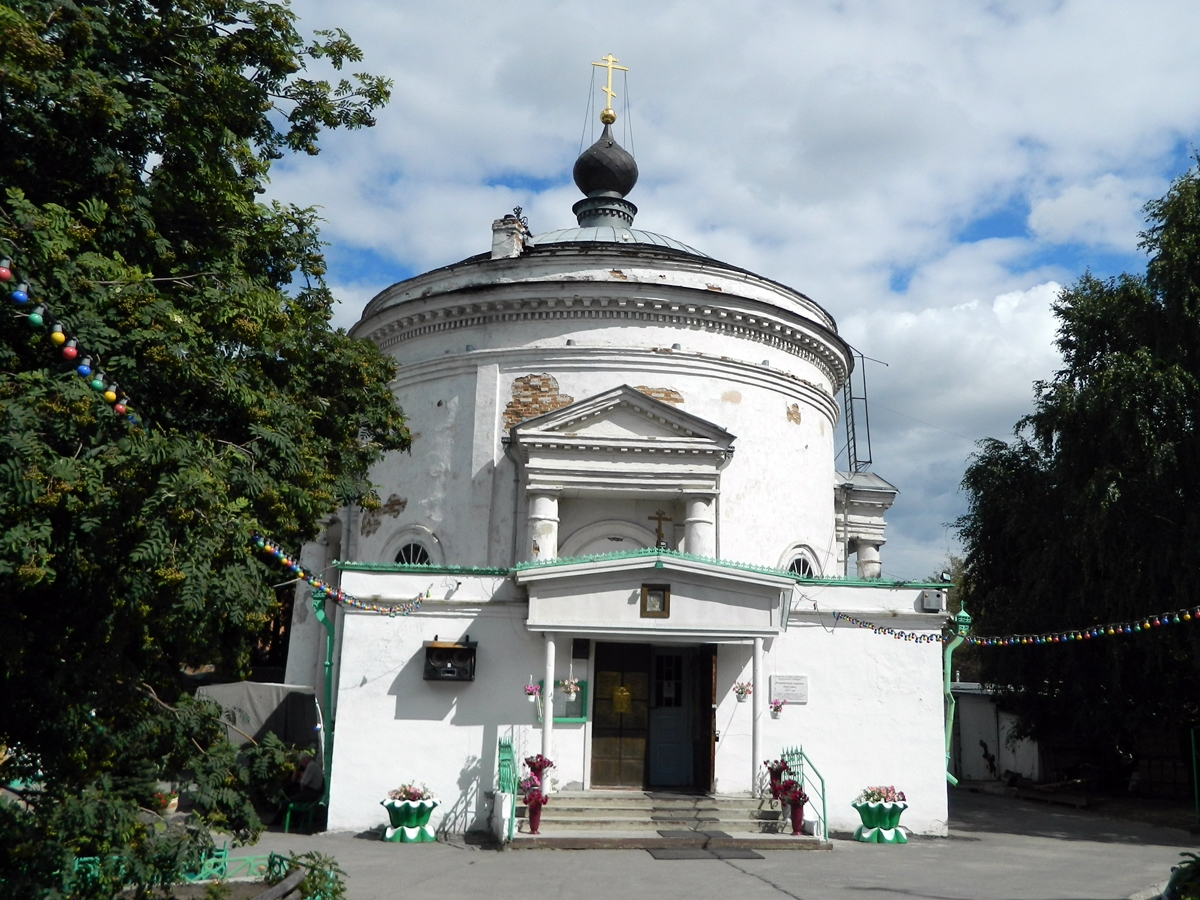
Храм Всех Святых

Всехсвятская церковь — единственная в Тюмени имеет цилиндрическую форму, потолок сделан сводчатым кирпичным. С 5 июля 1976 г. церковь считается памятником истории и культуры местного значения. В ней проводятся богослужения.
В первой половине XIX века был заложен каменный храм.
С 1839 года церковь была приписана к Тюменской Покровской церкви.
В течение многих лет храм Всех Святых оставался в Тюмени единственным открытым местом общей молитвы.
Уникальность постройки состоит в том, что это единственное в Сибири круглое церковное здание с перекрытым сводчатым куполом.
В 2004 году было завершено строительство отдельного здания колокольни.

### Больница
В прежние века в Тюмени нередко случались эпидемии неизлечимой тогда болезни — холеры. Холерными были 1889 и 1892 годы. Тогда на наиболее старом участке кладбища построили «заразный барак», где пытались лечить больных. 24 января 1902 г. на заседании городской Думы голова Тюмени А. И. Текутьев заявил, что намерен построить для города новую каменную больницу. По проекту архитектора К. П. Чакина к 1904 г. возвели двухэтажное здание. Теперь это лечебный корпус городской больницы. На его стене укреплена мемориальная доска, извещающая о благородном поступке А. И. Текутьева.
26 марта 1914 г. А. И. Текутьев сообщил на заседании городской Думы о намерении построить на больничной усадьбе новое каменное здание и установить там рентгеновский аппарат. Оно было достроено только в 1917 г. уже после смерти известного благодетеля. Здесь работал главным врачом почетный гражданин Тюмени П. И. Никольский в начале 20-х гг. XX в., при советской власти.

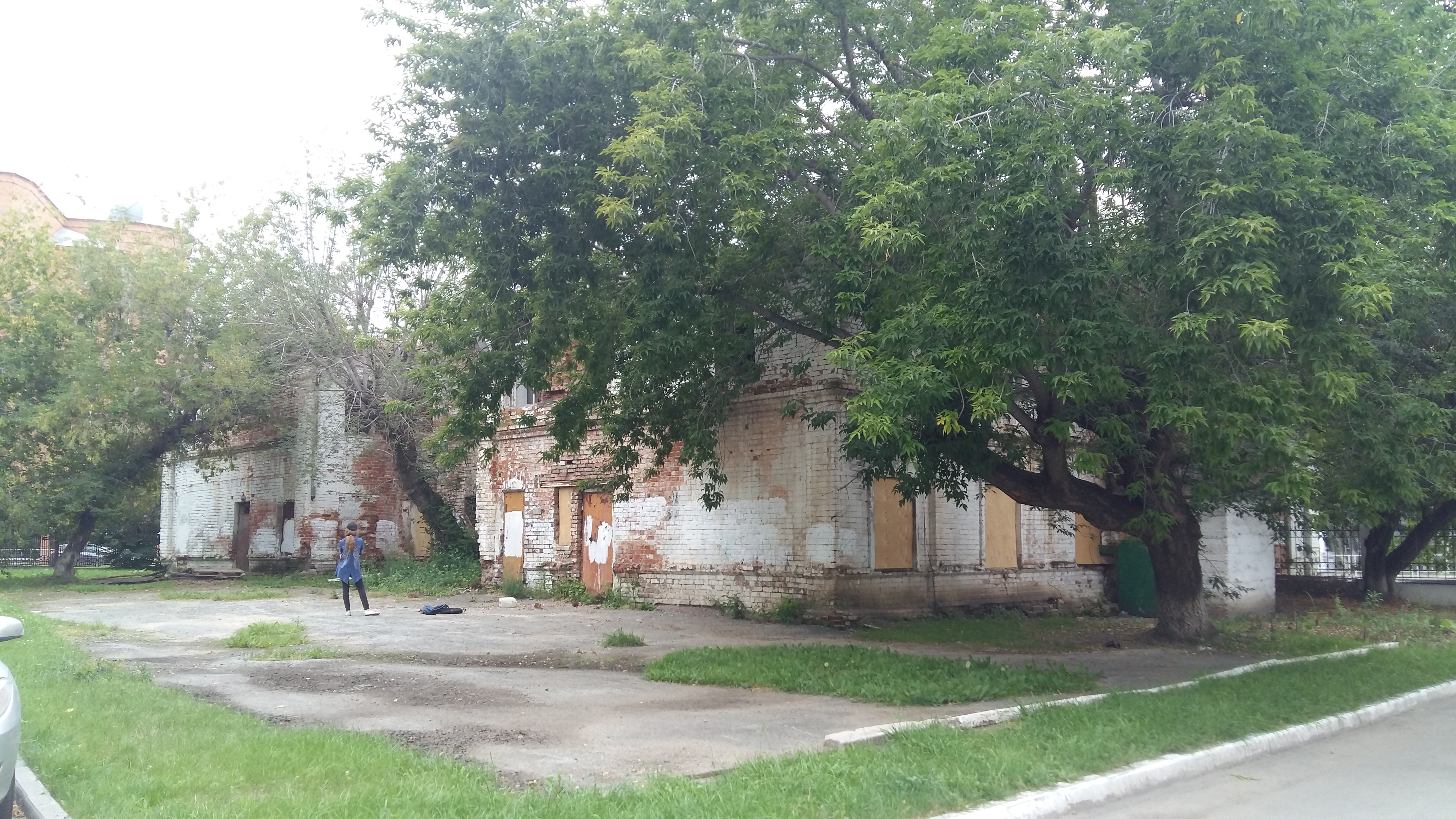
Ночлежный дом

В июле-сентябре 1914 г. в городской больнице Тюмени лечился (после покушения Хионии Гусевой) друг царской семьи Григорий Распутин. Здесь его посещали местные и столичные знаменитости, беспокоились о здоровье.
К 1913 г., когда намечались торжества по случаю 300-летия дома Романовых, в Тюмени на ул. Всехсвятской построили народное училище (школу) и назвали его Романовским. В годы первой мировой войны в нём располагался госпиталь для раненых воинов, доставленных в Тюмень с передовых позиций западного фронта. Теперь это трехэтажное здание — один из корпусов 3-й городской больницы, где расположена «Областной центр материнства и детства».
Дом на углу ул. Даудельной (№ 1) построен в 1904 г. как ночлежный дом для бродяг на средства Н. И. Давыдовского.
В окрестностях больничной территории в 1854—1856 гг. тюменским купцом И. В. Решетниковым построена казарма для инвалидной команды, названная Александровской в честь императора Александра II, который в 1837 г. был в Тюмени и ночевал в доме этого купца (теперь д. 18 по ул. Республики), где находится музей — усадьба Колокольниковых.
В 1941—1942 гг. на территории больницы располагался военный эвакуационный госпиталь № 2475. В середине 1942 г. сюда прибыл Краснодарский мединститут и работал почти до конца войны.

## Жилые дома
| Адрес           | Тип             | Год постройки | Количество подъездов | Количество квартир | Площадь, м². | Этажность |
| Свердлова,1     | Многоквартирный | 1998          | 6                    | 113                | 17 067       | 10        |
| Свердлова, 2 к1 | Многоквартирный | 2004          | 1                    | 28                 | 5 565        | 10        |
| Свердлова, 2    | Многоквартирный | 1965          | 3                    | 56                 | 2 511        | 5         |
| Свердлова, 4    | Многоквартирный | 1917          | 1                    | 6                  | 637          | 2         |
| Свердлова, 6    | Частный         | 1927          | 1                    | 1                  | 238          | 1         |
| Свердлова, 12   | Многоквартирный | 1983          | 3                    | 108                | 6 999        | 9         |
| Свердлова, 14   | Многоквартирный | 1984          | 1                    | 45                 | 3 912        | 9         |
| Свердлова, 16   | Многоквартирный | 1981          | 5                    | 80                 | 6 545        | 5         |
| Свердлова, 18   | Многоквартирный | 1984          | 1                    | 44                 | 4 230        | 9         |
| Свердлова, 20   | Многоквартирный | 1981          | 4                    | 144                | 8 885        | 9         |
| Свердлова, 20а  | Многоквартирный | 1985          | 1                    | 56                 | 2 960        | 9         |
| Свердлова, 22   | Многоквартирный | 1986          | 9                    | 317                | 20 494       | 9         |
| Свердлова, 35   | Многоквартирный | 1995          | 8                    | 73                 | 15 462       | 9         |
| Свердлова, 57   | Многоквартирный | 1969          | 4                    | 62                 | 3 461        | 5         |

## Организации
- 8 парикмахерских
- 6 продуктовых магазинов
- 2 объекта общепита
- 3 аптеки
- 2 магазина одежды
- Департамент по охране, контролю и регулированию использования объектов животного мира и среды их обитания Тюменской области (Свердлова, 35)
- торговый дом «Соло-центр»
- 3 бара
- Департамент гражданской защиты и пожарной безопасности Тюменской области (Свердлова, 5 к1)
- Фонд поддержки молодёжных инициатив и здорового образа жизни
- Цветочный магазин

## Памятники и памятные доски
- Памятник маме
- мемориальная доска Ивану Петровичу Кондратьеву (1922—1996) на стене дома № 22
- мемориальная доска Нифонту Трофимовичу Вокуеву (1925—1997) на стене дома № 16